# Balej
Balej è una città della Russia siberiana sudorientale (kraj Zabajkal'skij), situata sul versante meridionale dei monti Borščovočnyj, sul fiume Unda, 350 km a est del capoluogo Čita; è il centro amministrativo del Balejskij rajon.

## Società

### Evoluzione demografica
Fonte: mojgorod.ru
- 1959: 28.800
- 1970: 27.200
- 1989: 23.900
- 1996: 20.100
- 2000: 18.800
- 2007: 13.400